# 石安海
石安海（1940年8月—），男，汉族，四川达县人，中华人民共和国政治人物，曾任中共广州市委副书记，市纪委书记，广东省政协副主席。